# Denis Amelote
Denis Amelote ou Amelotte, né en 1609 à Saintes de Méry, écuyer, et de Madeleine Guy ; mort le 7 octobre 1678 à Paris, est un religieux français, membre de la congrégation de l'Oratoire et traducteur du Nouveau Testament.

## Biographie
Denis Amelote est ordonné prêtre en 1631. Grand vicaire de Monseigneur de Brandon, évêque de Périgueux en 1648, auquel il avait enseigné la théologie.  Il devient Docteur en Sorbonne.
Disciple enthousiaste du P. Charles de Condren, second supérieur général de la congrégation de l'Oratoire, il y entre en 1650, après la mort de son maître dont il rédige une biographie en 1643, révisée en 1657. On lui doit de nombreux ouvrages de théologie et particulièrement des livres contre le jansénisme ainsi que le rituel du diocèse de Périgueux. Il passe également de longues années à traduire le Nouveau Testament, publié en quatre volumes de 1666 à 1670 qui sera réédité durant des siècles.
Il fut un ferme opposant au jansénisme, et un membre éminent de l'École française de spiritualité dans l'esprit du christocentrisme du cardinal de Bérulle.

## Œuvres principales
- La Vie du P. Charles de Condren, second supérieur général de la congrégation de l'Oratoire de Jésus, Paris,H. Sara, 1643

- La Vie de Sœur Marguerite du S. Sacrement, religieuse carmélite du monastère de Beaune, composée par un prêtre de la congrégation de l'Oratoire, Paris, P. le Petit, 1655
- La deffense des constitutions d'Innocent X et d'Alexandre VII et des décrets de l'Assemblée générale du Clergé de France, contre la doctrine de Jansenius contenuë aux cinq propositions condamnées, Paris, S. Huré & F. Leonard, 1660[1]
- Le Nouveau Testament de Nostre Seigneur Jesus-Christ [Texte imprimé]. Traduit sur l'ancienne edition latine corrigée par le commandement du pape Sixte V. Et publiée par l'autorité du pape Clement VIII. Avec des notes sur les principales difficultez, la chronologie, la controverse, & plusieurs tables pour la commodité du lecteur, Paris, chez François Muguet, 1666[2]
- Considérations sur la requeste que les docteurs de Port-Royal ont présentée au Roy, 1668[1]
- Abbrégé de la théologie ou Des principales véritez de la religion,Paris : F. Muguet, 1675[3]